# Tatsukichi Minobe
Pour les articles homonymes, voir Minobe.
Tatsukichi Minobe (美濃部 達吉, Minobe Tatsukichi), né le 7 mai 1873 à Takasago au Japon et décédé à l'âge de 75 ans le 23 mai 1948, est un homme politique japonais spécialiste du droit constitutionnel. Son interprétation du rôle de la monarchie dans l'empire du Japon d'avant-guerre fut la source d'une grande controverse dans l'environnement politique japonais des années 1930.
Sa femme est la fille de Dairoku Kikuchi et son fils Ryōkichi Minobe fut gouverneur de Tokyo de 1967 à 1979.

## Biographie
Né à Takasago dans la préfecture de Hyōgo, Minobe est le fils d'un médecin exerçant la médecine chinoise. Il sort diplômé en droit de l'université impériale de Tokyo en 1897, où l'un de ses mentors est le futur membre du Conseil privé Ichiki Kitokurō. Il travaille ensuite au ministère des Affaires intérieures et est envoyé étudier en Allemagne, en France et au Royaume-Uni, avant de revenir au Japon en 1902 pour devenir professeur à l'université impériale de Tokyo.
En 1912, Minobe publie un travail sur une interprétation de la constitution Meiji, qui devient connu sous le nom de « théorie de l'empereur organe ». Pour Minobe, l'« État », ou Kokutai, est suprême et l'empereur n'est qu'un « organe de l'État » tel que défini par le biais de la structure constitutionnelle plutôt qu'un pouvoir sacré allant au-delà de l'État lui-même. Minobe utilise la métaphore de la tête du corps humain pour décrire le rôle de l'empereur. Cette thèse est influencée par le travail du philosophe allemand Georg Jellinek dont le traité Allgemeine Staatslehre (« Théorie générale de l'État ») est publié en 1900, et également par le concept britannique de monarchie constitutionnelle. Minobe prévient que le droit de commandement suprême de l'empereur sur l'armée nécessite d'être prudemment limité par la Diète du Japon si le pays ne veut pas se retrouver avec un double gouvernement dans lequel l'armée est complètement indépendante, au-dessus des lois et non responsable devant l'autorité civile.
De 1924 à 1927, Minobe est directeur de la faculté de droit de l'université impériale de Tokyo. De 1911 à 1945, pendant 34 ans, il est également conseiller au bureau législatif où il participe à la promulgation plusieurs lois. Il est nommé à la chambre de pairs en 1932.
Son interprétation de la constitution est généralement acceptée par les bureaucrates et même par la maison impériale durant les années 1930, bien qu'elle soit contestée dès le début par les absolutistes impériaux, tels que Yatsuka Hozumi et Shinkichi Uesugi, qui considèrent que l'empereur est, par définition, la personnification même de l'État et qu'il n'est donc pas responsable politiquement de ses actions, quelques fois arbitraires, comme défini par l'article 3 de la constitution Meiji.

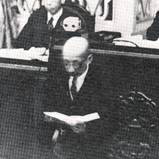
Minobe devant la Diète en 1935.

Dans l'atmosphère de plus en plus militante des années 1930, l'interprétation libérale du rôle de l'empereur par Minobe est attaquée par des officiers de l'armée et des ultranationalistes de plus en plus désillusionnés par la démocratie libérale et la corruption du gouvernement et ayant le sentiment que cette situation ne serait résolue que par une restauration de Shōwa dans laquelle l'empereur aurait personnellement un pouvoir totalitaire. Le 18 février 1935, le baron Takeo Kikuchi, un général à la retraite et membre de la chambre des pairs, lance une campagne publique pour demander au premier ministre Keisuke Okada d'interdire le travail de Minobe, qu'il considère comme étant des « pensées traitresses ». Minobe s'adresse à la Diète une semaine plus tard pour prendre sa propre défense, tandis que des groupes de droite et des officiers de la faction de la voie impériale organisent une manifestation contre lui dans le centre-ville de Tokyo. Début mars, le major général Genkuro Eto déclare à la chambre basse de la Diète que les livres de Minobe, et en particulier Kenpo Satsuyo (« Recueil de la constitution ») et Tsuiho kenpo seigi (« Commentaires additionnels sur la constitution ») sont des œuvres de lèse-majesté et que Minobe doit être arrêté. Cédant à la pression politique, Okada demande à Minobe de démissionner de son poste quelques mois plus tard, interdit certains de ses travaux, et lance une campagne financée par le gouvernement pour discréditer ses travaux en faveur du concept de droit divin de l'empereur, qui se confond rapidement avec le culte impérial et le chauvinisme national.
Après la défaite de 1945, Minobe devient conseiller dans la rédaction d'une nouvelle constitution du Japon, ainsi que membre du Conseil privé. Il meurt en 1948.

## Source de la traduction
- (en) Cet article est partiellement ou en totalité issu de l’article de Wikipédia en anglais intitulé « Tatsukichi Minobe » (voir la liste des auteurs).